# Jennifer Coolidge
Jennifer Coolidge (n. 28 august 1961, Boston, Massachusetts, SUA) este o actriță americană. O actriță de caracter cu apariții în film și programe de televiziune, în principal în genul comediei, Coolidge este laureată a numeroase premii, inclusiv un premiu Globul de Aur, un premiu Primetime Emmy și două premii Screen Actors Guild. În 2023, Coolidge a fost numită de revista Time drept unul dintre cei mai influenți 100 de oameni din lume.
Coolidge a avut roluri secundare în seria de filme American Pie (1999–2012) și în seria de filme Legally Blonde (2001–2003). Ea a colaborat în mod regulat cu Christopher Guest la mockumentarele sale, precum Best in Show (2000), A Mighty Wind (2003), For Your Consideration (2006) și Mascots (2016). Ea a mai apărut în filmele O Cenușăreasă modernă (2004), Click (2006), Date Movie (2006), Epic Movie (2007), Promising Young Woman (2020), Single All the Way (2021) și Shotgun Wedding (2022).
În televiziune, Coolidge a apărut în sitcomurile Joey (2004–2006), The Secret Life of the American Teenager (2008–2012) și 2 Broke Girls (2011–2017) și în serialul dramă The Watcher (2022). Ea a obținut elogii din partea criticilor pentru rolul Tanya McQuoid, o femeie bogată plină de insecurități, în serialul antologie The White Lotus (2021–2022) de la HBO, câștigând un premiu Primetime Emmy și un premiu Globul de Aur.